# 红鳂
红鳂（学名：Dispinus ruber）为鳂科双棘鳂属的鱼类，俗名黑带金鳞鱼。分布于东到萨摩亚、西到红海及南非、北至日本南部、南到昆士兰以及台湾及两广沿海至西沙群岛及南沙群岛等，属于珊瑚礁区近底层肉食性海鱼。该物种的模式产地在阿拉伯海。